# SdKfz 234
El Sd.Kfz.234 (Sonderkraftfahrzeug 234) fue un vehículo blindado de combate producido en Alemania y utilizado durante la Segunda Guerra Mundial.
Las series 8 Rad de vehículos blindados disponían de una conducción bidireccional, y el 8 Rad mejorado tenía un motor más potente que la versión anterior. Durante el combate, un miembro de la tripulación ocupaba la posición trasera de conducción, listo para dar marcha atrás de un punto enemigo avistado a toda velocidad delantera. La dirección de las 8 ruedas y la poca presión que el vehículo ejercía en el suelo le hicieron muy popular entre las tripulaciones que servían en los terrenos difíciles y la meteorología extrema del Frente del Este.

## Historia y desarrollo
La fabricación del Sd.Kfz.234 al igual que el resto de los Schwerer Panzerspahwagen fue motivada por la necesidad de un vehículo pesado de reconocimiento por parte de la Wehrmacht. A medida que fue avanzando la guerra se vio que otros modelos como el Sd.Kfz.232 ya habían quedado superados y se necesitaba un vehículo con mayor blindaje y mayor potencia de fuego, por lo que en 1940 Bussing-NAG empezó a desarrollar un nuevo modelo.
Ringhoffer-Tatra-Werke fue puesto a cargo del diseño general, mientras que Büssing desarrolló el cuerpo, y Daimler-Benz y Schichau diseñaron una nueva torreta.
Continuando con la configuración 8x8, se mejoró el motor, incluyendo sistemas de ventilación para operar en zonas calurosas, ya que en la época en que fue diseñado el Eje se encontraba luchando en el Norte de África, por lo que se diseñó un vehículo capaz de operar adecuadamente en ese entorno. Finalmente ninguno llegó a participar allí, ya que cuando estuvieron listos, las operaciones en ese teatro bélico habían cesado. El motor utilizado era un Tatra diésel de 12 cilindros en V enfriado por aire, que proporcionaba 210 cv. Estaba acoplado a una trasmisión de seis marchas hacia adelante y seis hacia atrás. En junio de 1942, las prioridades cambiaron y las máquinas de producción final llevaban un motor refrigerado por aire más convencional, capaz de funcionar en una amplia gama de temperaturas (calor y frío extremos ), más adecuado para el frente ruso.
El blindaje frontal se incrementó hasta los 30 mm y en el diseño del casco se utilizaron planchas con cierto ángulo de inclinación para aumentar la protección. La principal mejora de estos vehículos fue el armamento , ya que en el Frente oriental estaban enfrentándose a vehículos soviéticos cada vez más pesados, por lo que decidieron aumentar la potencia de fuego de los vehículos de reconocimiento. Algunos modelos como el 234/3 y el 234/4 tenían una torreta abierta, ya que el armamento principal que montaron era demasiado grande como para caber en una torreta normal, al ser piezas de artillería antitanque instaladas sobre el vehículo, sin casi modificaciones.
En total se fabricaron 510 vehículos sumando todas las versiones del Sd.Kfz. 234.

## Variantes

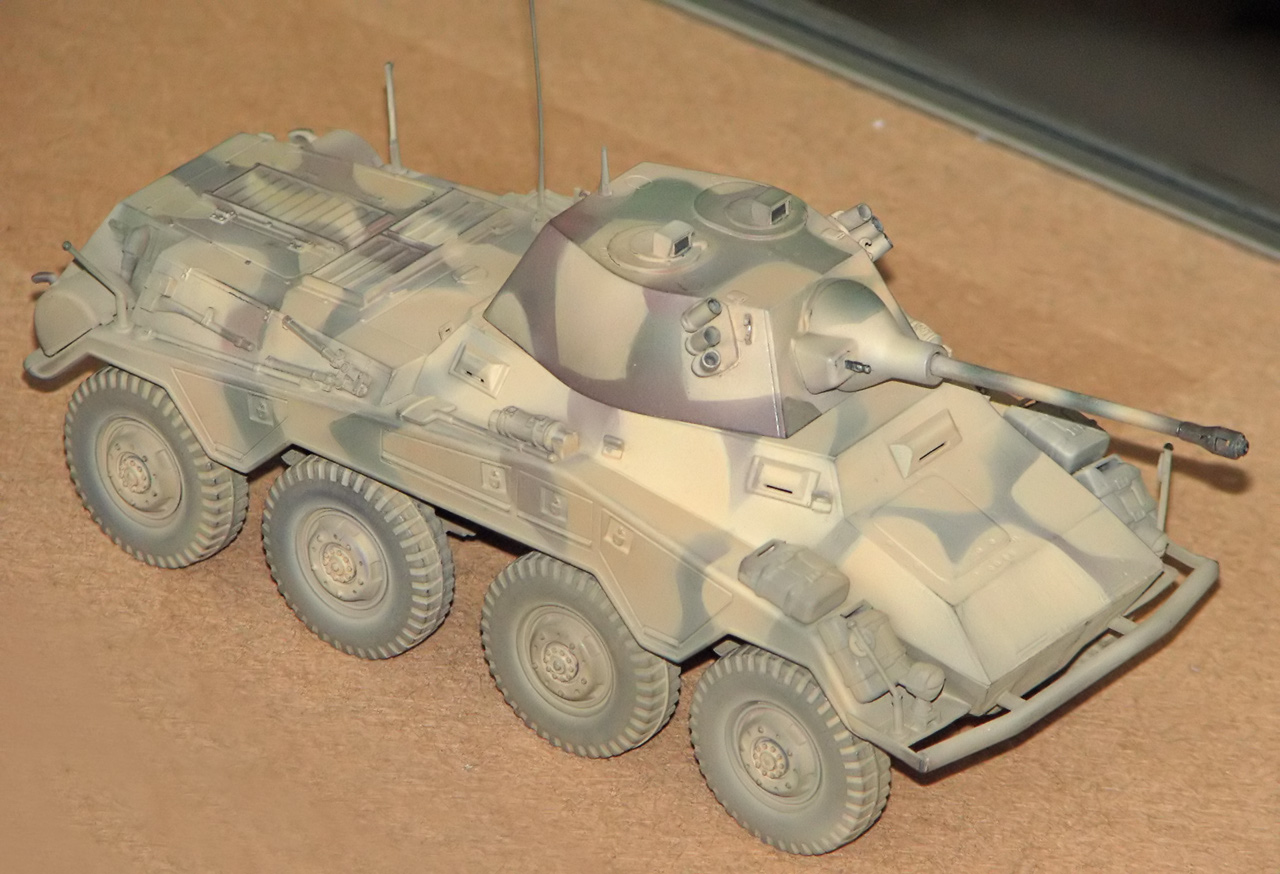
Maqueta de un 234/2 Puma

Sd.Kfz. 234/1
Versión con torreta abierta por arriba armada con un cañón KwK 30 L/55 de 20 mm, similar a la del SdKfz 222 y una ametralladora coaxial MG 34 ; se construyeron unos 200.
Sd.Kfz. 234/2 Puma
Conocido con el sobrenombre de Puma. Considerado como el mejor de su clase, se le instaló la torreta proyectada para el malogrado carro de combate ligero Leopard. El cañón que portaba era un 5cm Kwk 39 L/60 de alta velocidad (ROF9) , ideal contra blindajes ligeros e idéntico en prestaciones al cañón antitanque PaK 38, pudiendo penetrar en 55 mm de blindaje a 250 m. Esta arma le daba suficiente potencia de fuego para enfrentarse a casi todos los vehículos de reconocimiento enemigos con los que se encontrara. Solo se fabricaron 100 unidades.

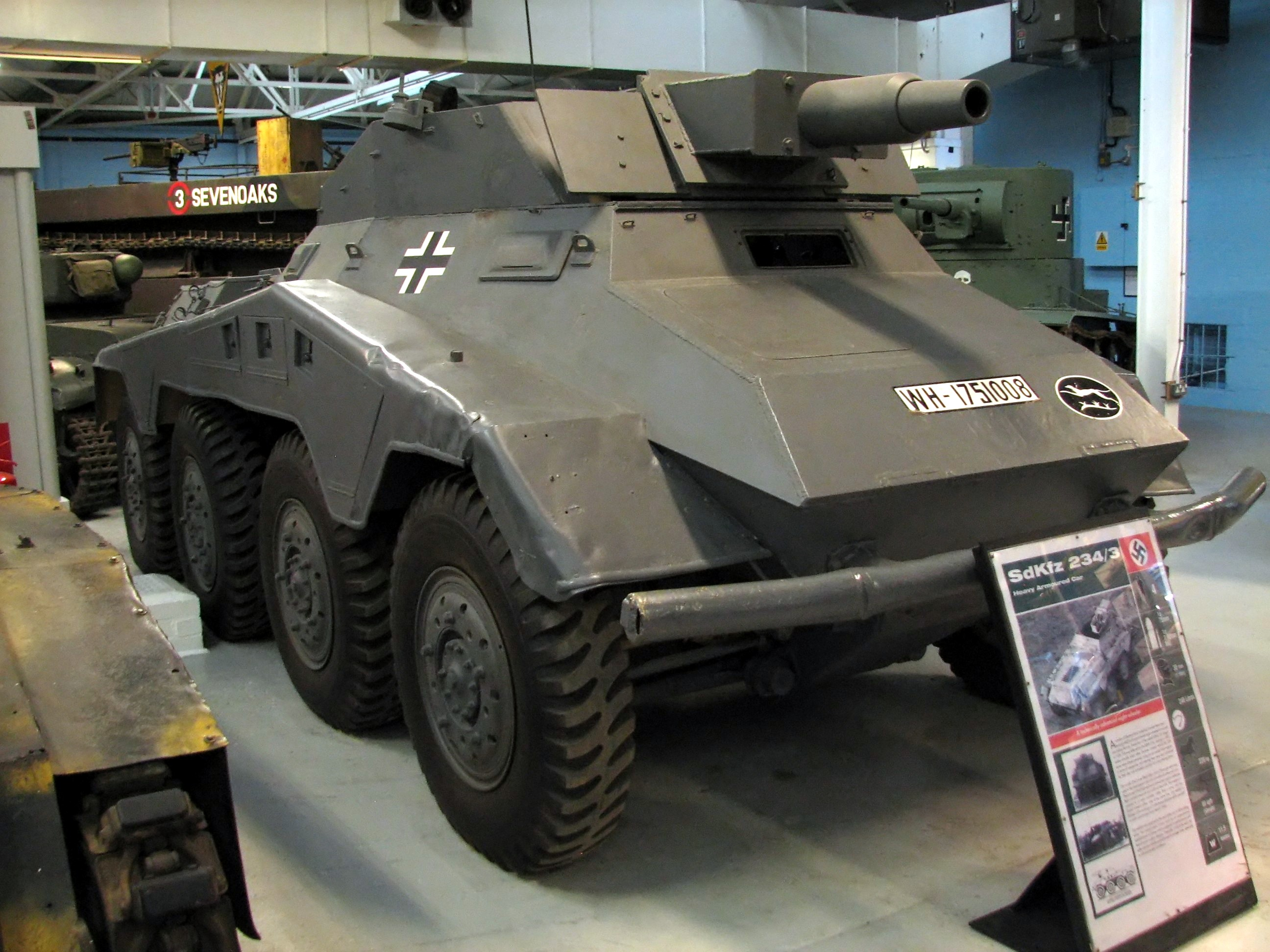
Sd.Kfz. 234/3
El Sd.Kfz. 234/3 fue la versión de apoyo de las series mejoradas Achtrad (8x8) de vehículos blindados pesados. Su principal cometido era el de eliminar posiciones atrincheradas de ametralladoras y cañones antitanque, por medio de disparos directos con proyectiles de alto poder explosivo. Contaba con un obús K51 L/24 de 75 mm.
Sd.Kfz. 234/4
Otra variante del vehículo de 8 ruedas en cometido de cazacarros, armado con un cañón antitanque PaK 40 L/46 de 75 mm sobre un afuste fijo.